# اسپا

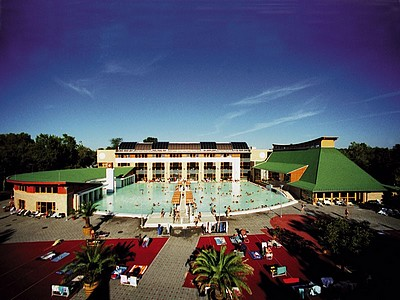
آبگرم درمانی در هارکانی

اسپا (به انگلیسی: Spa) (واژه مصوب: تفریحگاه تندرستی طبیعی) مکانی است که در آن از آب چشمه‌های غنی از مواد معدنی (گاهی آب دریا) برای حمام‌ درمانی استفاده می‌شود. باور به خواص درمانی آب‌های معدنی و چشمه‌های آب گرم به دوران پیشاتاریخ بازمی‌گردد. شهرهای اسپا، استراحتگاه‌های اسپا و اسپاهای روزانه در سراسر جهان محبوب هستند، اما به ویژه در اروپا و ژاپن بسیار رایج‌اند.

## انواع
- اسپای روزانه (Day spa)
- اسپای سلامتی/ اقامتی (Health/ destination spa)
- اسپای هتل/ ویلایی (Resort/ hotel spa)

### اسپای روزانه
اسپای روزانه (Day spa) محلی است که در طول روز به آن مراجعه می‌شود تا خدمات ماساژ دریافت شود، و در کنار آن خدماتی مانند مراقبت از پوست صورت و خدمات بدن، نظیر اسکراب یا رپینگ ارائه می‌شود. دامنهٔ مشخصات و امکانات در اسپاهای روزانه بسیار زیاد است؛ از یک اسپای کوچک با ۲ اتاق ارائهٔ خدمات در یک روستای کوچک توریستی گرفته تا یک محل لوکس بزرگ با منوهای طولانی و متنوع.